# 白修德
西奥多·哈罗德·怀特（英語：Theodore Harold White，1915年5月6日—1986年5月9日），中文名白修德，美国新闻记者、历史学家和小说家，曾作为《时代》周刊记者在抗战时期访华，以记述1960年、1964年、1968年和1972年美国总统选举而著称。

## 生平
白修德的父亲大卫·怀特早年住在平斯克，为社會主義者，于1891年16岁时离家出走，隻身前往美国，后自学英语进入法律夜校，最后在美国东北当律师，怀特属于二代犹太移民。1915年5月6日，白修德出生在美国波士顿。1932年，白修德以优良成绩毕业于著名的波士顿拉丁学校。
在哈佛大学念书时，受到费正清的赏识，后来怀特选择研究中国，受到费正清的照顾，对此，后来白修德回忆说：“他开发我的智力，整理我的思路，并教我如何思考。”1934年白修德获得哈佛大学奖学金。

### 在中国第一线
1938年，白修德从哈佛大学以最優等成績獲得中国历史学位（小约瑟夫·P·肯尼迪是其同班同学），是费正清的第一个得到此学位的学生。同时申请到谢尔顿旅行奖学金（Sheldon Traveling Fellowship），携带费正清的毕业礼物——一台旧打字机和六封去中国的介绍信，前往中国战时首都重庆。到中国时退出旅行团，留在中国，在国民政府中央宣傳部替董顯光等人工作，并取中国名字白修德。《时代》杂志的约翰·赫西途經中国时结识他，即招聘其为兼职记者，抗日战争爆发后，白修德在骑兵掩护下深入日占区，返回及有价值的报道，《时代》为此曾在头版文章标题下刊出他的大名。《时代》的创办者和发行人，在中国出生的亨利·魯斯，也在1939年来到中国，并和白修德成为好友。白修德成为时代周刊战时驻中国的通讯记者。
1943年，白修德躲过新闻审查，深入河南境内报道河南大饑荒，报道千百万人濒于死亡，难民已逾3百万。很快，河南大饥荒引起美国轰动。白氏在河南看到的灾情之惨烈，对他影响非常大，也令他对国民政府的态度从最初的尊敬而变成唾弃。此事之后，目睹国民革命军在日军压迫下节节败退和国民政府的无所作为，白修德悲哀地给魯斯写到：“这个国家正在我的眼前死去。”
时代的编辑们和以白修德为代表的在外采访记者之间的摩擦始于1943年，但美国公众对此了解甚少，新闻检查很严，政府极不乐意报道它的盟国军事失利，若将中国报道成处于包围的劣势或困兽犹斗狀，是更不允许的，宣传“委员长”（Gimo）是第一要务。
1944年初白修德返美休息，开始着手写作Thunder Out of China（《中國驚雷》）。同时，《时代》更换惠特克·钱伯斯为国际版总编，负责对报道的把关和修改。1945年返回中国后与魯斯再次发生冲突，白修德坚信中国内战将会爆发，而蒋介石会一败涂地，在发回封面报道时并附拍了一封建议电报：

如果《时代》有限公司执行的是绝对的、无条件支持蒋的政策，我们就极端地损害了美国千百万读者的利益，并对中国人民犯下了罪行，他们个人主要关心的问题也是如此......我们希望看您能以公正的态度，毫不偏颇地搜集事实。这一悲剧足使您采取这个态度，雅各比和我视此报道为一个试金石......我们认为我们杂志应当是超党派的，应朝民主与和平解决方案这一中间道路，如果事情不是这么解决的，我们就考虑将此信作为我们脱离杂志的声明，并请解除我们现行的任务，使我们能够回来至少在主编面前最后解决我们的身份以及我们对于中国的政策问题。

### 回到国内
最终，白修德和贾安娜（英語：Annalee Jacoby）的报道并未有一字登在《时代》上，相反被编辑修改的面目全非。白修德在采访完东京投降仪式后，回到国内，与贾安娜集中精力撰写Thunder Out of China。1945年，与编辑部门及魯斯的冲突使其在《时代》无立足之地。辞职当天，當月讀物俱樂部通知白修德，它们决定购买《中國驚雷》的版权。《中國驚雷》一书记描写了他所期望的中国，也描写了现状。其中表现出对国民政府的失望和对共产党的期望，一问世就引起轰动，在序言中警告“在亚洲有十亿人厌烦了这个世界的现状；他们生活在如此可怕的奴役中，以至于他们除了锁链之外没有东西可以失去.... 不到一千年前欧洲也是这样生活；后来欧洲起来反抗... 亚洲的人民将要经过同样的历程。” （p. xix）. 普通版卖了43万册，“当月书”版本卖了40万册，为当时“当月书俱乐部”第三大畅销书。
麦卡锡主义兴起时，白修德成为“关照”对象，白修德求职十分困难，各报编辑视其为左翼分子，不敢聘用，但对白本人影响最大的是《圣路易邮讯电讯报》对魯斯的采访，在采访中魯斯说他不得不开除白修德，因为他是共产党。美国在歐洲的图书馆曾短期將他的著作下架，还有人在护照上找麻烦，后来只好前往欧洲谋生。此后白修德担任海外通讯社，1948年–1950年）和The Reporter（1950年–1953年）的欧洲通讯记者。

### 专心著述
白修德在海外生活时期就拥有分析外国文化的经验，这时又通过一系列关于美国总统大选的书籍进行分析美国文化的挑战：《1960年总统的产生》、《1964年总统的产生》（1965年）、《1968年总统的产生》（1969年）和《1972年总统的产生》（1973年）。其中第一本最为畅销，也最获得好评，赢得1962年普利策奖。这本书仍然是关于产生约翰·肯尼迪总统的这次选举最有影响的出版物。后来的总统竞选书籍仍很畅销，但是未能再产生如此大的影响，这部分是由于此后其他作者也出版了同类题材的作品，而白修德的英雄主义色彩的叙述方式到1960年代和1970年代已经不再时髦。
肯尼迪总统去世后不久，白修德获准与賈桂林.甘迺迪单独会见。会见期间肯尼迪夫人详细地说到她丈夫的个人标准，她希望这成为他的遗产。她的解释激发了白修德将约翰·肯尼迪短暂的总统任期与Camelot的传说相比较的灵感，因此《生活杂志》大为称赞。白修德为生活杂志对暗杀和国葬进行了广泛的报道。白修德也是1963年11月22日总统的尸体到达安德鲁空军基地时最著名的报道者。
1972年，白修德作为尼克松的随行记者再次访华。1983年又在中国进行了为期2个月的采访活动，完成了一篇万余字的长篇报道，刊发于当年9月的《时代》周刊。
1986年5月15日，白修德在纽约市去世。

## 家庭
他有2个子女：Heyden White Rostow和David Fairbank White。

## 影响和评价
根据大卫·哈伯斯坦的著作《现有的权力》，白修德为时代周刊所做的中国报道被广泛改写，以反映出版商亨利·魯斯对蒋的赞赏，也因为此原因，白修德后来和魯斯矛盾日益尖锐，导致其离开《时代》。
著名的保守派作家小威廉·F·巴克利为白修德在《国民评论》上写了一篇讣告，他称白修德“将杰出的头脑、艺术家的才干和巨大的好奇心结合在一起，是一种完美的健康、对人类真诚的关爱”。他称赞白修德“彻底革新了政治报道的艺术”。但是他批评白修德在记者生涯中犯了一个严重的战略性错误：“如同许多讨厌蒋中正的人一样，他賦予反蒋人士奇迹般的社会和政治权力。他高估了革命者的理想，而低估了他们极权主义虐待狂的能力。” 
Joyce Hoffmann在《白修德与新闻业的幻想》（Theodore H. White and Journalism As Illusion）一书中，宣称白修德的「个人意识形态破坏了职业客观性」。她断言对主人公「有意识制造神话」，包括蒋中正、约翰·肯尼迪和David Bruce。Hoffmann断言白修德自我审查信息，将他们描绘成英雄。

## 著名稿件
- 揭露河南大飢荒的《Until the Harvest Is Reaped》，載於時代雜誌1943年3月22日。[3]

## 流行文化
- 2012年电影《一九四二》，阿德里安·布洛迪饰演白修德

## 引用文獻
1. ↑  董顯光. . 獨立作家. 1 October 2014: 158–159. ISBN 978-986-5729-23-3.
2. ↑  經盛鴻. . 獨立作家－新銳文創. 1 December 2011: 128. ISBN 978-986-6094-21-7.
3. 1 2  White, Theodore Harold. . 《時代雜誌》. 1943-03-22: 19  [2022-03-03]. （原始内容存档于2022-03-03）.
4. ↑  白修德; 賈安娜.  終戰75週年紀念版. 大都會文化事業. 2020年9月1日. ISBN 9789869943604.
5. ↑  [美]《媒介与权势》，（The Power That Be），哈姆斯塔姆等著，尹向泽等译，国际文化出版公司，2006，ISBN 7-80173-272-3.
6. ↑  Theodore H. White; Annalee Jacoby. . Da Capo Press. 1946年. ISBN 978-0306801280.（英文）
7. ↑  Joyce Hoffmann. . University of Missouri Press. 1995: 74. ISBN 978-0-8262-1010-4.
8. ↑   (web). pulitzer.org.   [2008-02-28]. （原始内容存档于2008-02-24）.
9. ↑  Linda Bridges; Roger Kimball. . Encounter Books. 10 October 2013: 399  [2022-03-03]. ISBN 978-1-59403-508-1. （原始内容存档于2022-03-03）.（英文）
10. ↑  .   [2022-03-03]. （原始内容存档于2022-03-03）.
11. ↑  Hoffmann, Joyce. . University of Missouri Press. 1995年3月3日  [2022年3月3日]. （原始内容存档于2022年3月3日） –Google Books.